# 化皮镇
化皮镇，是中华人民共和国河北省石家庄市新乐市下辖的一个乡镇级行政单位。

## 行政区划
化皮镇下辖以下地区：
化皮村、李家庄村、唐头村、赵家庄村、官庄村、贯上村、西柴里村、东柴里村、西岳村、曹家庄村、辛合庄村、赵门村和刁桥庄村。